# Hòa ước Dayton

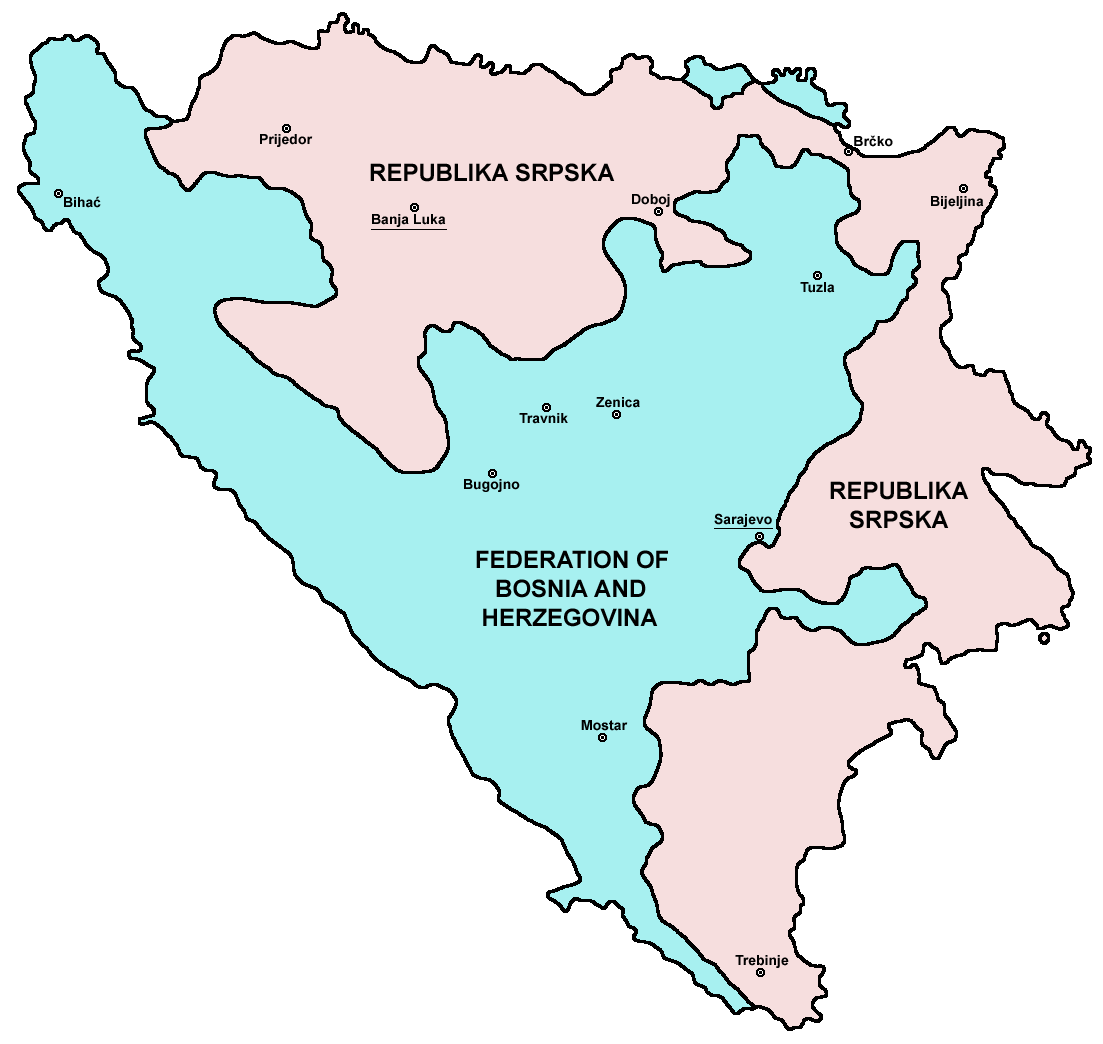

Hiệp định khung về hoà bình ở Bosna và Hercegovina, cũng được gọi là Thoả thuận Dayton, Hiệp định Dayton, Nghị định thư Paris hay Hiệp định Dayton-Paris, là một hoà ước đã đạt được tại căn cứ không quân Wright-Patterson gần Dayton, Ohio vào tháng 11 năm 1995, và chính thức được ký tại Paris ngày 14 tháng 12 năm 1995. Các hoàn ước này đã chấm dứt cuộc chiến kéo dài 3,5 năm ở Bosnia, một trong những xung đột vũ tranh ở Cộng hoà Xã hội chủ nghĩa Nam Tư.

## Bối cảnh
Dù các ý tưởng cơ bản của hiệp ước Dayton đã bắt đầu xuất hiện trong các cuộc hội đàm quốc tế từ năm 1992, các cuộc đàm phái đã được khởi xướng sau các nỗ lực hoà bình không thành, chiến dịch bão táp của quân đội Croatia tháng 8 năm 1995 và hậu quả của nó là chính quyền quân sự chống Republika Srpska, phối hợp với Operation Deliberate Force của NATO. Trong tháng 9 và tháng 10 năm 1995, nhiều cường quốc trên thế giới (đặc biệt là Hoa Kỳ và Nga đã nhóm họp ở Contact Group, để áp dụng sức ép cao độ đối với các lãnh đạo của ba bên tham dự các cuộc đàm phán tại Dayton, Ohio.